# 玛丽亚·克利格尔
玛丽亚·克里格尔（德語：Maria Kliegel，1952年11月14日—）是德国大提琴家。

## 职业生涯
克里格尔出生于黑森州的迪伦堡。她19岁起师从斯塔克·亚诺什 。她在美国大学比赛、第一届德国音乐大赛和比赛中皆获得了一等奖，她也是1981年第二届姆斯季斯拉夫·罗斯特罗波维奇国际大提琴比赛的特等奖获得者
俄罗斯作曲家阿尔弗雷德·施尼特凯认为克里格尔的录音是他的1990年《第一大提琴协奏曲》的标准诠释。除此之外，她还为纳克索斯录制了许多唱片，包括贝多芬、欧内斯特·布洛赫、勃拉姆斯、马克思·布鲁赫、多赫南伊、德沃夏克、埃尔加、拉罗、圣桑、肖斯塔科维奇、舒曼、塔文纳和柴可夫斯基的协奏曲和其他大提琴作品。她还录制了大量勃拉姆斯、肖邦、约尔格·德慕思、古拜杜丽娜、柯达伊、门德尔松和舒伯特的室内乐作品。
她曾演奏一把被著名法国大提琴家毛里斯·贞朗使用过的斯特拉迪瓦里琴。目前，她演奏由一把由卡洛·托诺尼于1730年在威尼斯制作的大提琴。
自1986年以来，她在科隆音乐学院教授硕士课程。

## 引用文献
1. ↑  Interview （页面存档备份，存于） Internet Cello Society, Tim Finholt, 2000
2. ↑  See List of Stradivarius instruments for details and provenance.